# Beautiful People (Amerikaanse televisieserie)
Beautiful People is een Amerikaanse televisieserie over een familie die vanuit New Mexico naar New York trekt om een nieuwe start kunnen maken met hun leven. De show werd uitgezonden in het ABC Family-netwerk van 8 augustus 2005 tot 24 april 2006 en telt zestien afleveringen. De uitvoerend producent was Paul Stupin, die dezelfde rol speelde voor Dawson's Creek.

## Karakters
- Lynne Kerr (Daphne Zuniga): Lynne verlaat Mexico nadat haar man haar verlaten heeft voor een tienermeisje. Als ze aankomt in New York wordt ze winkelier, totdat ze een kans krijgt in de modewereld en begint te werken voor een prominente sportkledingontwerper. Ze komt in het college Julian Fiske tegen, voor wie ze nog steeds gevoelens heeft.
- Karen Kerr (Torrey DeVitto): Karen is een aspirant-model, die meestal vol vertrouwen is, maar ze verliest een deel van haar zelfvertrouwen als ze dieetpillen neemt om af te vallen, op aanraden van een van haar agenten. Haar eerste modellenwerk volgt als ze poseert voor de cover van een magazine in Brighton School tijdens een schoolwedstrijd. Hiervoor werkte ze ook nog in een kippenpak tijdens losse optredens.
- Sophie Kerr (Sarah Foret): Begaafd en intelligent, Sophie is een talentvolle fotograaf die een studiebeurs wint aan de prestigieuze Brighton School, een hub voor de kinderen van Manhattans elite. Ze ontmoet haar goede vriend Gideon Lustig, die uiteindelijk valt voor Sophie en Annabelle. Sophie vindt zichzelf in een romantische dilemma tussen elitair Nicholas Fiske en de artistieke Gideon.
- Gideon Lustig (Ricky Mabe): Gevoelige en adorabele Gideon is een kunstenaar die kwetsbaar is en voortdurend gezet wordt door zijn rijke, wereldbekende vader die kunstenaar is. Gideon is van zijn mening dat het niet is dat hij geld heeft, dat hij ook beter is dan andere die minder fortuin hebben. Hij krijgt een crush op Sophie Kerr en is gevangen in een driehoek met haar liefde en beste vriendin Annabelle Banks.
- Annabelle Banks (Kathleen Munroe): Een beginnende fotograaf, Annabelle is in de schaduw van Gideon, haar crush, toen Sophie Kerr in de stad kwam. Haar ouders zijn gescheiden en haar beide ouders lieten haar zes maanden achter nadat het was afgerond, zodat Annabelle allen achterbleef met een oppas. Annabelle verkent haar seksualiteit, na het uitzoeken ontdekt ze dat ze biseksueel is.
- Nicholas Fiske (Jackson Rathbone): Charmant en zeer rijk. Hi is de erfgenaam van Fiske Publications en is een van de BP en de kapitein van JV Lacrosse op de exclusieve Brighton School. Hij draait zijn rug naar toenmalig vriendin Paisley Bishop om een relatie te beginnen met het nieuwe meisje Sophie Kerr.
- Paisley Bishop (Jordan Madley): Rijk, snobistisch en gewild, Paisley is een BP en wordt gebruikt om te krijgen wat ze wil, tenzij het gebeurt. Ze heeft een lange tijd een aan-en-uit relatie gehad met Nicholas Fiske. Haar familie is eigenaar van het Empire State Building en ze rijdt met een zilveren Mercedes-Benz.

## Afleveringenlijst
| Aflevering | Productie nummer | Originele uitzenddatum | Titel                          |
| ---------- | ---------------- | ---------------------- | ------------------------------ |
| 1          | 101              | 08-08-2005             | Pilot                          |
| 2          | 102              | 15-08-2005             | Point and Shoot                |
| 3          | 103              | 22-08-2005             | Reload                         |
| 4          | 104              | 29-08-2005             | Over Exposure                  |
| 5          | 105              | 05-09-2005             | Dark, Room, Chemicals          |
| 6          | 106              | 12-09-2005             | F-Stop                         |
| 7          | 107              | 19-09-2005             | Blow Up                        |
| 8          | 108              | 26-09-2005             | Photo Finish                   |
| 9          | 109              | 06-03-2006             | Flashback to the Future        |
| 10         | 110              | 13-03-2006             | It's all Uphull Here from Here |
| 11         | 111              | 20-03-2006             | A Tale of Two Parties          |
| 12         | 112              | 27-03-2006             | Das Boots                      |
| 13         | 113              | 03-04-2006             | Black Diamonds, White Lies     |
| 14         | 114              | 10-04-2006             | Where Are We Now?              |
| 15         | 115              | 17-04-2006             | Best Face Forward              |
| 16         | 116              | 24-04-2006             | And The Winner Is...           |

## Internationale omroepen
| Land          | Netwerk         | Uitzend datum                                     |
| ------------- | --------------- | ------------------------------------------------- |
| Canada        | Cosmopolitan TV | Begin 2008                                        |
| Tsjechië      | TV Nova         | 2 september 2008 - heden                          |
| Hongarije     | RTL Klub        | 24 februari 2008                                  |
| Finland       | Nelonen         | 18 april 2007, Re-run: 24 mei 2008 - 19 juli 2008 |
| Polen         | Polsat          | 25 juni 2008 - heden                              |
| Italië        | Sky             | 2 september 2008 - heden                          |
| Portugal      | Fox Life        | 19 november 2008 - heden                          |
| Midden-Oosten | MBC4            | 2 september 2008 - heden                          |
| België        | VTM / JIM       | Oktober 2008 / 29 juni 2009 - heden               |
| Frankrijk     | M6              | 14 april 2009 - heden                             |
| Nederland     | RTL 8           | 4 juli 2009 - heden                               |